# Henri II de Brunswick-Grubenhagen
Pour les articles homonymes, voir Henri II.

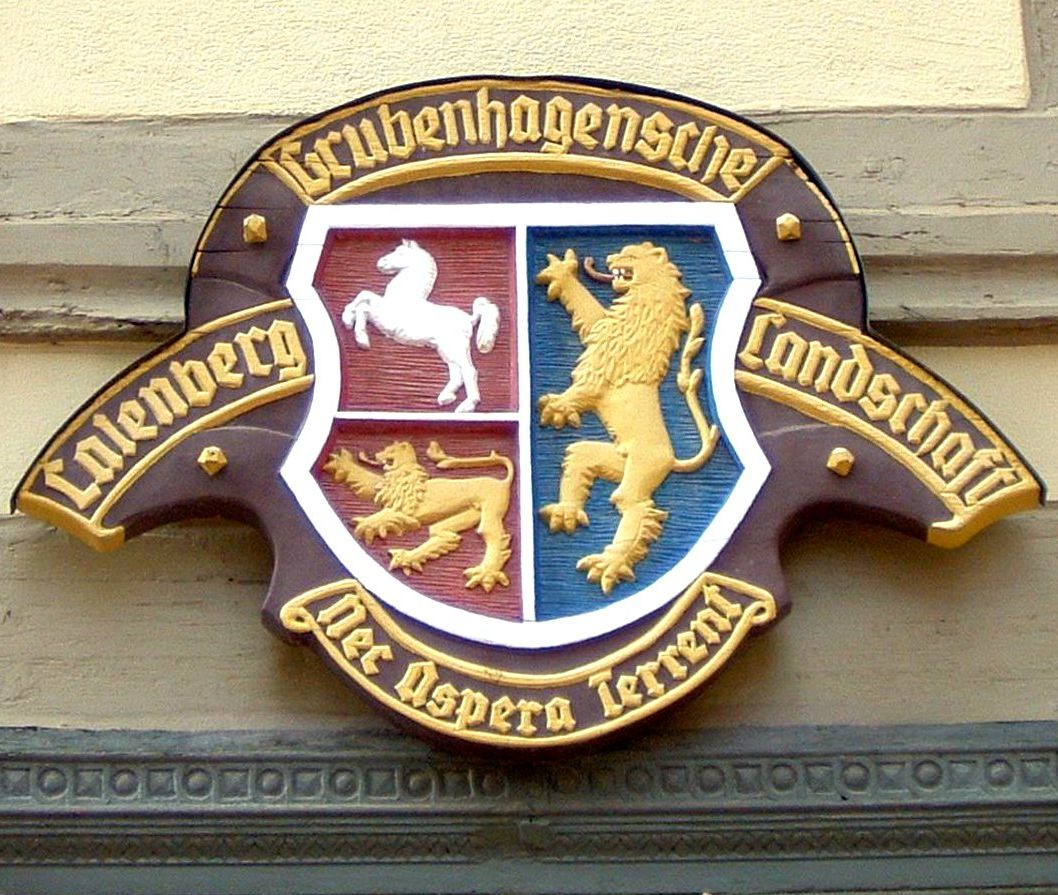
Armoiries de Calenberg-Grubenhagen

Henri II de Brunswick-Grubenhagen  (dit le Grec ou de Grèce, en allemand Heinrich von Griechenland (de Graecia)) (vers 1289 – 1351) est duc de Brunswick-Lunebourg et prince de Grubenhagen de 1322 à sa mort.
Fils aîné du duc Henri Ier et d'Agnès de Meissen, il succède à son père conjointement avec ses frères Ernest Ier et Guillaume.

## Descendance
Henri II épouse en premières noces Jutta, fille du margrave Henri Ier de Brandebourg. Ils ont cinq enfants :
- Riddag (mort vers 1366) ;
- Agnès (1318 - avant 1371), épouse Barnim III de Poméranie ;
- Othon (1320-1399), prince de Tarente ;
- Jean (1321-1371), chanoine de Halberstadt ;
- Louis (vers 1323 - avant 1373), chanoine de Cammin.

Henri II épouse en secondes noces Helvise, fille de Philippe d'Ibelin, sénéchal de Chypre, et de son épouse Marie Embriaco, dame-titulaire du Gibelet. Ils ont sept enfants, dont :
- Philippe (en) (vers 1332 - entre 1370 et 1380), connétable de Jérusalem, marié à Helvis de Dampierre puis à Alix d'Ibelin, dont, du premier mariage, Helvis (1354-1421), qui épouse le roi Jacques Ier de Chypre (fils d'un précédent mariage d'Alix d'Ibelin) ;
- Balthazar (? - après 1382[3]), marié à Jacobella Caetani ;
- Thomas (vers 1338 - vers 1384), augustin ;
- Melchior (vers 1341 - 1381), évêque d'Osnabrück, puis de Schwerin.